# De Serra Bas

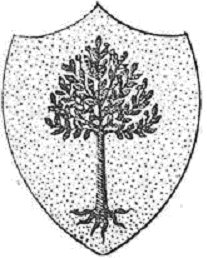
Stemma dei De Serra Bas, giudici di Arborea

I Serra e i Bas furono due famiglie distinte sardo-aragonesi che, in virtù di alcuni matrimoni, si unirono fra di loro. I Serra erano a loro volta imparentati con le antiche famiglie giudicali Lacon-Gunale e De Thori. Fra i loro esponenti, compaiono diversi sovrani del giudicato di Arborea, il più longevo tra i regni autoctoni sardi, dal 1073 al 1420.

## Storia

### I Serra
Il giudicato di Arborea, come gli altri tre regni sardi (Cagliari, Gallura e Torres), dopo il distacco dall'Impero bizantino fu amministrato dalla casata Lacon Gunale: dapprima erano funzionari e vicari, poi giudici, veri e propri regnanti, elettivi, indi ereditari. L'Arborea ebbe una vita più lunga e vi si avvicendarono, con un'opportuna politica matrimoniale, alcune dinastie fino al 1420.
Lo stemma dei Serra era illustrato nel seguente modo: "D'oro a due fasce scaccate di due file, d'argento e rosso".
La progenie entrò nella storia del giudicato arborense con le nozze tra la donnikella Eleonora, unica erede di Comita I de Lacon-de Thori con Gonnario II de Lacon-Serra (1116-1131): dopo il loro figlio e successore Costantino I regnarono nove giudici appartenenti alla famiglia.
Tra i de Lacon-Serra emerse Barisone I (1146-1186), soprattutto per il fatto di aver ottenuto la prima, seppure effimera, investitura imperiale come re di Sardegna (la seconda riguarderà Enzo di Svevia) conferitagli il 10 agosto 1164 da Federico Barbarossa. Per le vicende della dinastia fu significativo il suo secondo matrimonio con la catalana Agalbursa di Bas e, specialmente, nel 1177, quello tra il fratello di costei, Ugo Ponzio Cervera di Bas (cugino del conte Raimondo Berengario IV di Barcellona, consorte della regina Petronilla d'Aragona), con Sinispella de Serra, figlia di primo letto di Barisone. Dall'unione nacque Ugone I che inaugurerà il casato dei Serra - Bas, regnante sull'Arborea per più di trecento anni. Il congiunto Mariano II (1241-1297) e i suoi eredi, diretti e collaterali, reggeranno il giudicato fino al 1420.

### I Bas

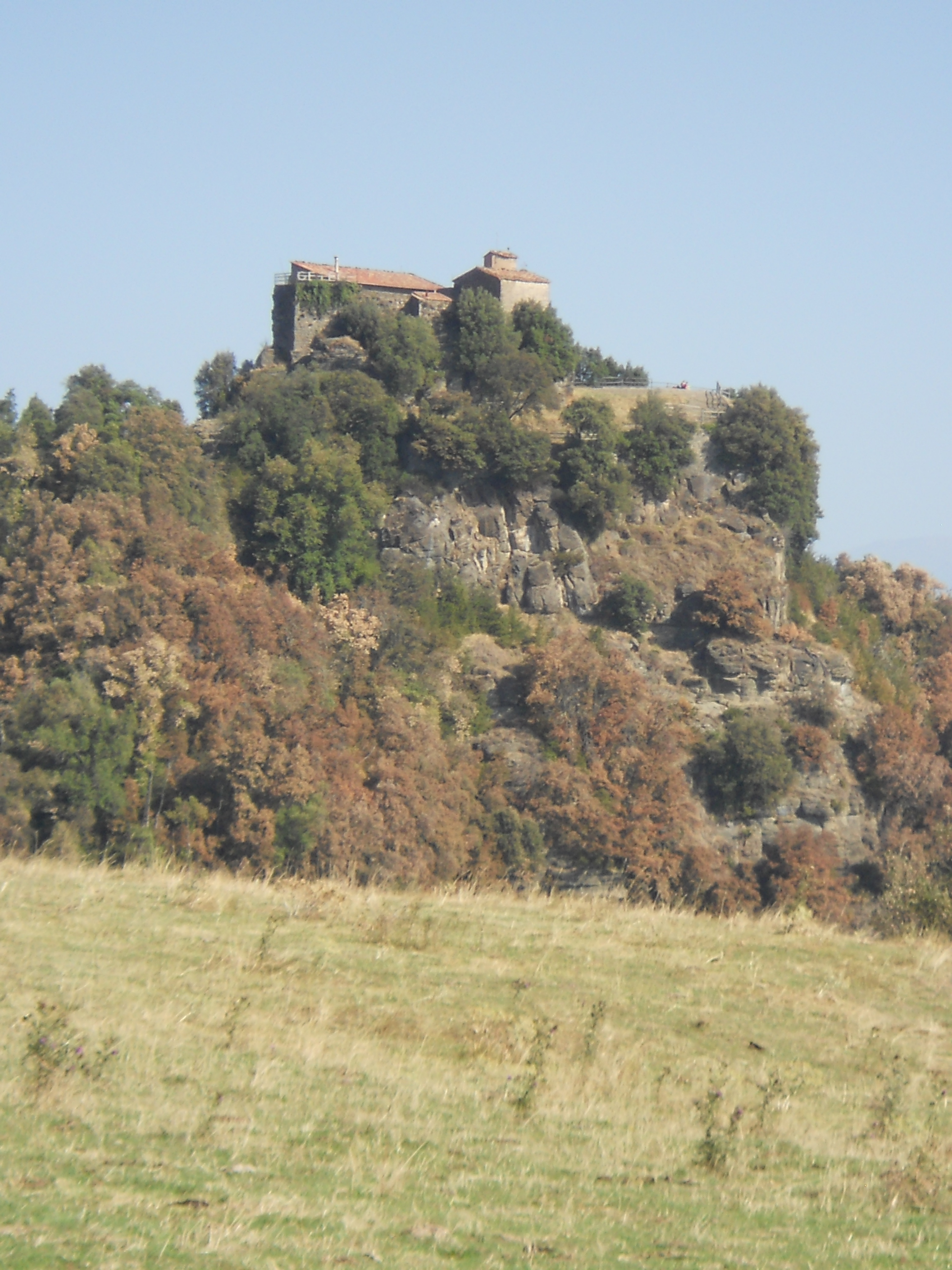
Il castello dei Visconti di Bas, in La Vall d'en Bas

I Bas furono un'aristocratica famiglia catalana, parente dei regnanti Barcellonesi, con la qualifica di visconti de La Vall d'en Bas (Garrotxa), composta da alcuni borghi situati presso la zona pirenaica mediterranea, vicino al confine francese. L'ascesa al trono del giudicato di Arborea, nel 1192, di Ugone I spianò la difficoltosa strada per la conquista dell'intera isola da parte del re Giacomo II d'Aragona (1323). Le stirpi de Serra e Bas, pertanto, si unirono e assunsero lo stemma giudicale con l'albero eradicato, e, ormai venivano denominate "gli Arborea". L'arme originaria dei Bas era caratterizzata da un dragone rosso in campo aureo. Erroneamente vengono anche chiamati "Cappai Bas": Vera Cappai era la concubina di Giovanni I: il patronimico dei loro figli, riconosciuti dal giudice, era dunque "de Serra Bas", Dal 1381 il discendente Ugone III decise che i possedimenti catalani fossero trasferiti in proprietà ai congiunti de Cabrera, parenti dell'ammiraglio e avversario Bernat II (1298-1364).
I de Serra Bas risiedevano principalmente nel palazzo giudicale di Oristano, ma anche nel castello di Monreale e in quello di Burgos. L'ultimo maschio della linea primogenita fu Ugone III (1375-1383), succeduto al padre Mariano IV (1347-1375), al quale, unitamente al fratello Pietro III, (1336-1347) il re Alfonso IV, a Barcellona, aveva concesso loro il privilegio di affiancare all'albero sradicato del blasone le barre d'Aragona: in seguito, durante il grave conflitto tra l'Arborea e l'Aragona, Mariano le fece immediatamente rimuovere.
Dopo l'epopea della giudicessa Eleonora d'Arborea (1383-1404), rimasero quattordici anni, fino al 1420, in cui i cadetti dei de Serra Bas governarono lo Stato con grandi difficoltà. Guglielmo II di Narbona (1407-1420) concluse la serie dei giudici arborensi alienando i suoi diritti al sovrano aragonese. Tra le posterità derivanti, per via femminile, dai Serra Bas, tuttora esistenti, si annoverano gli eredi di Pietro De Altarriba e di Maria, figlia del marchese di Oristano Leonardo Alagon (il suo trisavolo era Nicola, rampollo di Ugone II), i conti di Exèrica e i Carroz d'Arborea, il cui antenato era Giovanni, fratello minore di Mariano IV, con il quale non ebbe rapporti ottimali.